# Challenger de Lermontov
EL Lermontov Cup es un torneo profesional de tenis. Pertenece al ATP Challenger Tour. Se juega desde el año 2012 sobre superficie de tierra batida, en Lermontov, Rusia.

## Palmarés

### Individuales
| Año  | Campeón          | Finalista      | Resultado      |
| ---- | ---------------- | -------------- | -------------- |
| 2012 | Andrey Kuznetsov | Farrukh Dustov | 6–77, 6–2, 6–2 |

### Dobles
| Año  | Campeones                           | Finalistas                  | Resultado |
| ---- | ----------------------------------- | --------------------------- | --------- |
| 2012 | Konstantin Kravchuk Denys Molchanov | Andrey Golubev Yuri Schukin | 6–3, 6–4  |